# Puntius banksi
Puntius banksi är en fiskart som beskrevs av Herre, 1940. Puntius banksi ingår i släktet Puntius och familjen karpfiskar. Inga underarter finns listade i Catalogue of Life.